# 尚博尔
尚博尔（法語：Chambord，法語發音：[ʃɑ̃bɔʁ]），或譯香波、香波爾，是法国卢瓦-谢尔省的一个市镇，属于布卢瓦区。尚博尔因其同名城堡而闻名。

## 地理
尚博尔（47°36'47"N, 1°31'9"E）面积54.38 平方千米，位于法国中央-卢瓦尔河谷大区卢瓦-谢尔省，该省份为法国中北部省份，北起厄尔-卢瓦省，东北接卢瓦雷省，东南接谢尔省，南至安德尔省，西南接安德尔-卢瓦尔省，西北接萨尔特省。
与尚博尔接壤的市镇（或旧市镇、城区）包括：卢瓦尔河畔米德、科松河畔于索、马利沃、讷维、卢瓦尔河畔圣迪耶、圣洛朗-努昂、图里、索洛涅地区图尔。

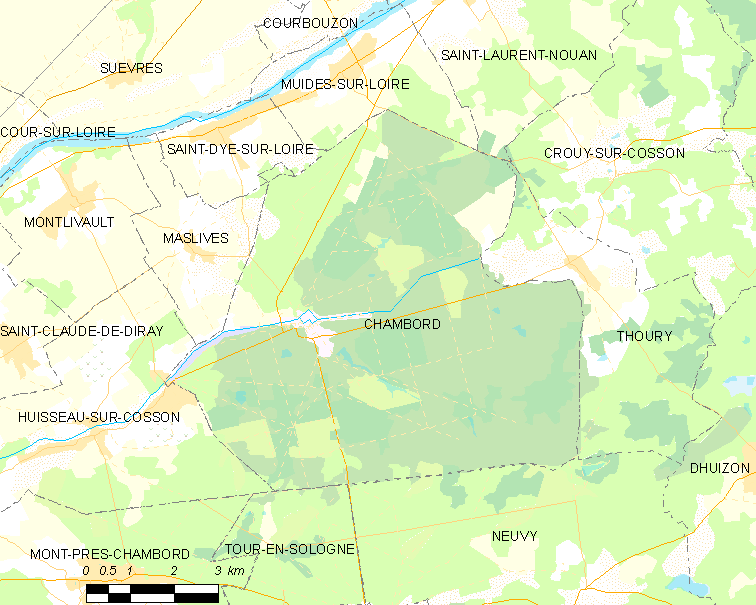
尚博尔的OSM定位图

尚博尔的时区为UTC+01:00、UTC+02:00（夏令时）。

## 行政
尚博尔的邮政编码为41250，INSEE市镇编码为41034。

## 政治
尚博尔所属的省级选区为尚博尔县。

## 人口

1962-2008年间尚博尔人口变化图示

尚博尔于2022年1月1日时的人口数量为99人。